# Чимила
Чимила (Caca Weranos, Chimila, Chimile, ett E’neka, Ette taara, San Jorge, Shimizya, Simiza) — находящийся под угрозой исчезновения чибчанский язык, на котором говорят чимилы, проживающие в низменностях южнее и западнее от города Фундасьон и на разбросанных территориях, в центральной части департамента Магдалена в Колумбии. В своё время языки малибу были сгруппированы с чимила, до этого чимила считался чибчанским языком.